# Isabel de Bourbon-Vendôme
Isabel de Bourbon (Paris, agosto de 1614 – Paris, 19 de maio de 1664) era neta do rei Henrique IV de França.

## Biografia
Isabel nasceu em Paris. Seu pai era César de Bourbon, Duque de Vendôme, filho legitimado do rei Henrique IV de França e sua favorita Gabrielle d'Estrées. Sua mãe era Francisca de Lorena (1592-1669), filha e herdeira de Filipe Emanuel, Duque de Mercoeur, um rival de Henrique IV. Sua mãe era Duquesa de Mercoeur e Penthièvre e era a maior herdeira de seu tempo.
Denominada como Mademoiselle de Vendôme antes do casamento, ela foi a segunda de três filhos; ela tinha dois irmãos, o Francisco de Bourbon, Duque de Beaufort e Luís de Bourbon, Duque de Vendôme, cuja esposa, Laura Mancini, era sobrinha do Cardeal Mazarin. Eles eram os pais de Luís José de Bourbon, um comandante militar de muito sucesso e um marechal da França.
Em 11 de julho de 1643, no Louvre, Mademoiselle de Vendôme casou-se com Carlos Amadeu de Saboia, Duque de Némours. O jovem príncipe era membro de um ramo de cadetes da Casa de Saboia que se instalara na França. O príncipe era descendente direto de Filipe II, Duque de Saboia, assim como Isabel. Eles tiveram duas filhas que se casariam com os herdeiros dos tronos de Saboia e Portugal, e três filhos que morreram logo após o nascimento.
Em 1652, o duque de Nemours foi morto por Francisco, duque de Beaufort em um duelo. Isabel morreu em Paris. Ela conseguiu manter as terras de Nemours para suas duas filhas, mas os títulos foram herdados por outros membros da família.

## Descendência
1. Maria Joana de Saboia, Mademoiselle de Nemours (1644–1724) casou-se com Carlos Emanuel II, Duque de Saboia em 1665.
2. Filha natimorta
3. Maria Francisca de Saboia, Mademoiselle d'Aumale (1646–1683) casou-se com Afonso VI de Portugal em 1666, após anulação do casamento em 1668, com o irmão deste, Pedro II de Portugal.
4. Príncipe José de Saboia (1649–1649)
5. Príncipe Francisco de Saboia (1650–1650)
6. Príncipe Carlos Amadeu de Saboia (1651–1651)